# Alex Wolff

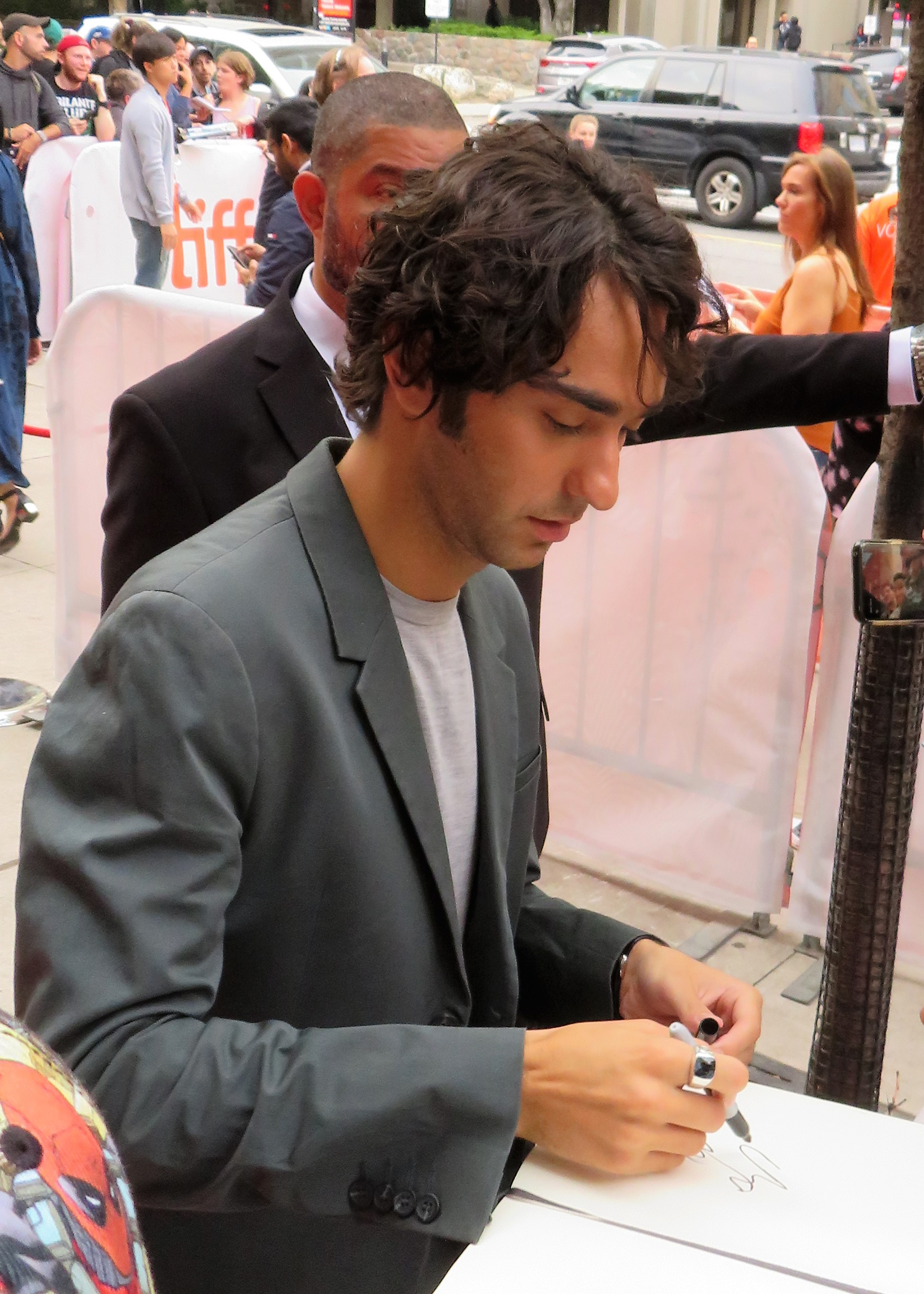
Alex Wolff bei der Premiere von Human Capital im Rahmen des Toronto International Film Festivals 2019

Alexander Draper Wolff (* 1. November 1997 in Manhattan, New York) ist ein US-amerikanischer Schauspieler und Musiker.

## Leben
Alex Wolff ist der jüngste Sohn der Schauspielerin, Produzentin, Drehbuchautorin und Regisseurin Polly Draper und des Jazz-Musikers Michael Wolff. Er lebt mit seinen Eltern und seinem älteren Bruder Nat Wolff in Manhattan, New York.
Bekannt wurde Wolff gemeinsam mit seinem Bruder Nat als Star der Fernsehserie und der Filme The Naked Brothers Band (NBB). Wolff ist der Schlagzeuger, zusätzlich schreibt er Lieder und singt. Die Fernsehserie und die Filme wurden von seiner Mutter als Drehbuchautorin und Regisseurin mitgestaltet. Über die Arbeit mit ihr sagte Alex Wolff:
„It’s good. It’s better than working with anyone else. She’s your mom; she’s not an authority. You don’t have to behave.“ Übersetzt: „Es ist gut. Es ist besser, als mit jemand anderem zu arbeiten. Sie ist deine Mutter; sie ist keine Autoritätsperson. Du musst dich nicht benehmen.“
Im Vorschulalter gründete er gemeinsam mit seinem Bruder Nat die Naked Brothers Band. Das Schlagzeugspielen hat er sich selbst beigebracht, indem er Videos von Ringo Starr studierte. Bereits mit zwei Jahren begann er Musik zu machen und zu schreiben.
Er spielte im Musikvideo „The Take Over, The Break´s Over“ von Fall Out Boy den jungen Pete Wentz. Die Wolff-Brüder traten 2009 in Gastrollen im Film Mr. Troop Mum auf.
Die Brüder Wolff sind auch als „Nat & Alex“ auf Tour. Mit Nat & Alex: Fully Dressed And On Tour starteten sie im Herbst 2008 ihr Tourdebüt in den USA.
Nach kleineren Rollen unter anderem in David Gordon Greens The Sitter und Kirk Jones’ My Big Fat Greek Wedding 2 spielte er 2015 die Hauptrolle in dem Festivalerfolg Coming Through the Rye von James Sadwith. Darin verkörpert er den Jungen Jamie, der sich auf die Suche nach seinem Idol, dem zurückgezogen in New Hampshire lebenden Autor J. D. Salinger, macht. 2016 war er in Boston zu sehen, in dem er Dschochar Zarnajew verkörpert. Im Film Der schrille Klang der Freiheit aus dem Jahr 2017 spielt er Jared.
In dem 2017 erschienenen Film Mein Freund Dahmer verkörpert Wolff Derf Backderf, einen Schulfreund des Serienmörders Jeffrey Dahmer. 2018 spielte er an der Seite von Gabriel Byrne im erfolgreichen Horrordrama Hereditary – Das Vermächtnis.

## Filmografie (Auswahl)
- 2005: The Naked Brothers Band: Der Film (The Naked Brothers Band: The Movie)
- 2007–2009: The Naked Brothers Band (Fernsehserie, 42 Folgen)
- 2009: Monk (Fernsehserie, Folge 8x12)
- 2011: Bad Sitter (The Sitter)
- 2013: A Birder’s Guide to Everything
- 2015: Coming Through the Rye
- 2016: My Big Fat Greek Wedding 2
- 2016: Boston (Patriots Day)
- 2017: Der schrille Klang der Freiheit (The House of Tomorrow)
- 2017: Mein Freund Dahmer (My Friend Dahmer)
- 2017: Jumanji: Willkommen im Dschungel (Jumanji: Welcome to the Jungle)
- 2018: Hereditary – Das Vermächtnis (Hereditary)
- 2018: Dude
- 2018: Stella’s Last Weekend
- 2019: Castle in the Ground
- 2019: The Cat and the Moon (auch Regie und Drehbuch)
- 2019: Bad Education
- 2019: Jumanji: The Next Level
- 2019: Human Capital
- 2021: Pig
- 2021: Old
- 2023: The Line
- 2023: Oppenheimer
- 2024: A Quiet Place: Tag Eins (A Quiet Place: Day One)
- 2024: So Long, Marianne (Fernsehserie)
- 2025: Magic Farm